# Distrito de Bemetara
Bemetara (en Hindi: बेमेतरा जिला) es un distrito de la India en el estado de Chhattisgarh. Su centro administrativo es la ciudad de Bemetara. Fue creado el 13 de enero del año 2012, y tiene dos subdivisiones administrativas: Bemetara y Saja.